# Sarnowo (gromada w powiecie żuromińskim)
Sarnowo – dawna gromada, czyli najmniejsza jednostka podziału terytorialnego Polskiej Rzeczypospolitej Ludowej w latach 1954–1972.
Gromady, z gromadzkimi radami narodowymi (GRN) jako organami władzy najniższego stopnia na wsi, funkcjonowały od reformy reorganizującej administrację wiejską przeprowadzonej jesienią 1954 do momentu ich zniesienia z dniem 1 stycznia 1973, tym samym wypierając organizację gminną w latach 1954–1972.
Gromadę Sarnowo z siedzibą GRN w Sarnowie utworzono – jako jedną z 8759 gromad na obszarze Polski – w powiecie mławskim w woj. warszawskim, na mocy uchwały nr VI/10/8/54 WRN w Warszawie z dnia 5 października 1954. W skład jednostki weszły obszary dotychczasowych gromad Łążek, Nowawieś, Sadykierz, Sarnowo, Szronka i Zalesie ze zniesionej gminy Niechłonin, obszar dotychczasowej gromady Niedziałki ze zniesionej gminy Turza oraz obszar dotychczasowej gromady Bagienice Małe ze zniesionej gminy Zielona w tymże powiecie. Dla gromady ustalono 20 członków gromadzkiej rady narodowej.
1 stycznia 1956 gromada weszła w skład nowo utworzonego powiatu żuromińskiego w tymże województwie.
31 grudnia 1959 do gromady Sarnowo przyłączono wsie Bagiennice Duże i Bagiennice Nowe ze znoszonej gromady Gościszka w tymże powiecie.
Gromada przetrwała do końca 1972 roku, czyli do kolejnej reformy gminnej (na uwagę zasługuje fakt że w związku ze zniesieniem gromady Sarnowo sołectwo Zalesie weszło w skład powiatu działdowskiego w woj. olsztyńskim).